# Akhtúbinsk
Akhtúbinsk (rus: Ахту́бинск) és una ciutat de l'óblast d'Astracan, a Rússia. Es troba a la riba esquerra del riu Àkhtuba, un braç del Volga, a 135 km al sud-est de Volgograd i a 260 km d'Astracan.

## Demografia
| 1959   | 1970   | 1979   | 1989   | 1992   | 2002   | 2008   | 2010   |
| ------ | ------ | ------ | ------ | ------ | ------ | ------ | ------ |
| 15 200 | 43 500 | 47 422 | 50 261 | 50 800 | 45 542 | 42 642 | 41 853 |

## Galeria d'imatges

Estació de tren de Vladimírovka.
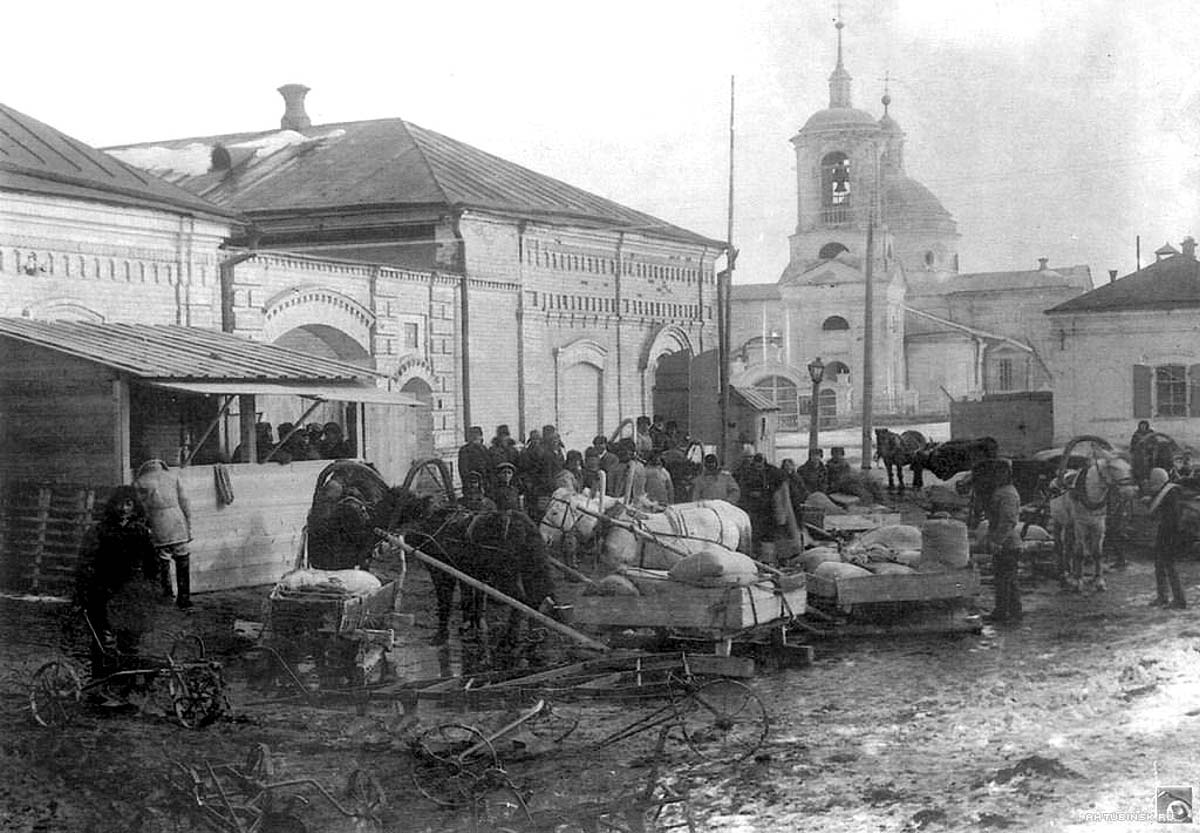
L'església de la Icona de la Mare de Déu de Vladímir el 1929.
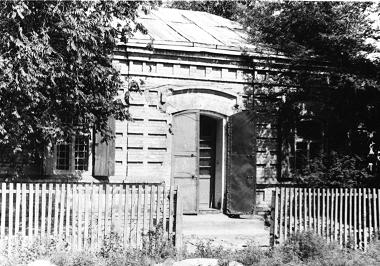
Magatzems al carrer Frunze (començaments del segle XX).
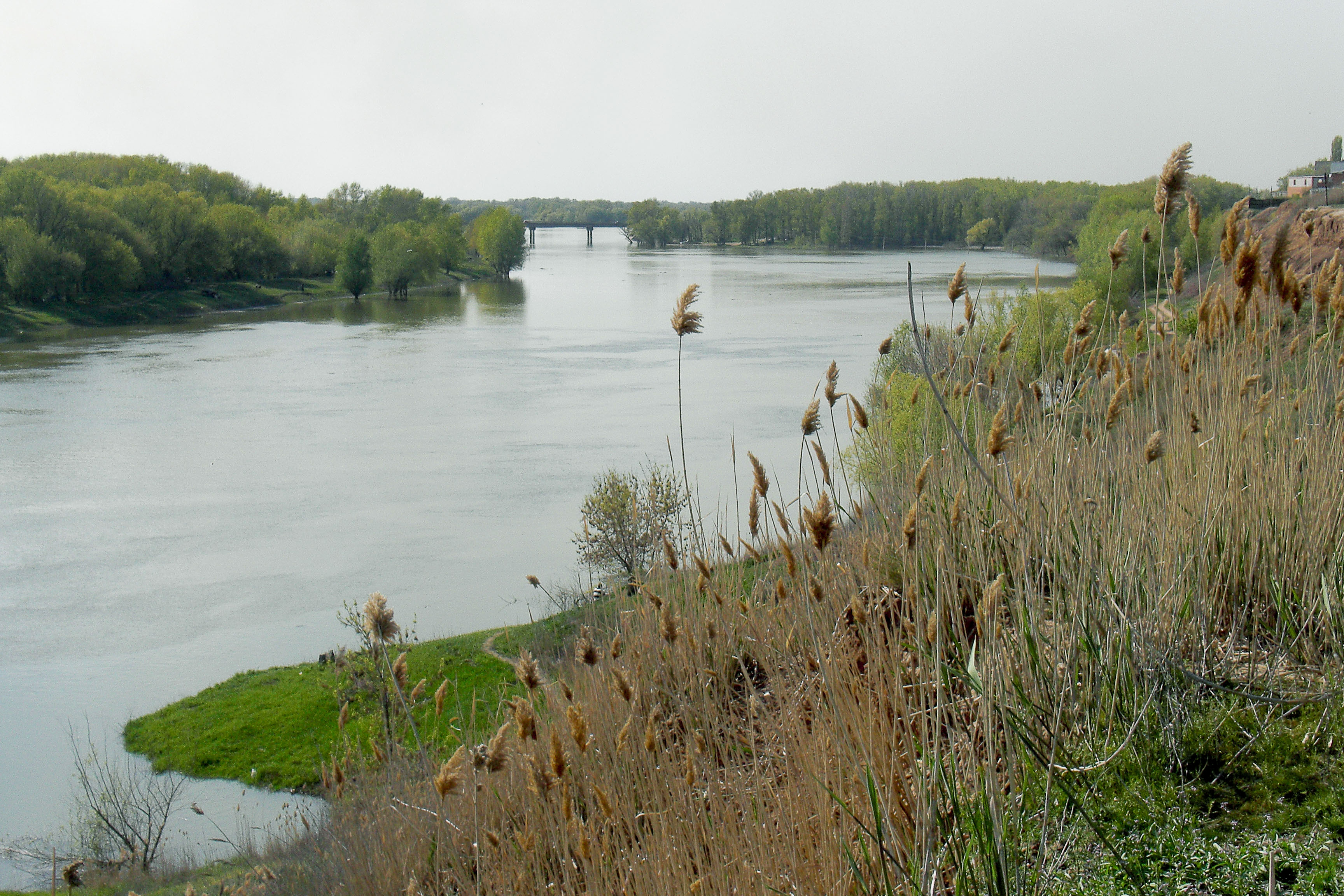
Vista del pont de ferrocarril que uneix Petropavlóskoie i el centre de la ciutat.
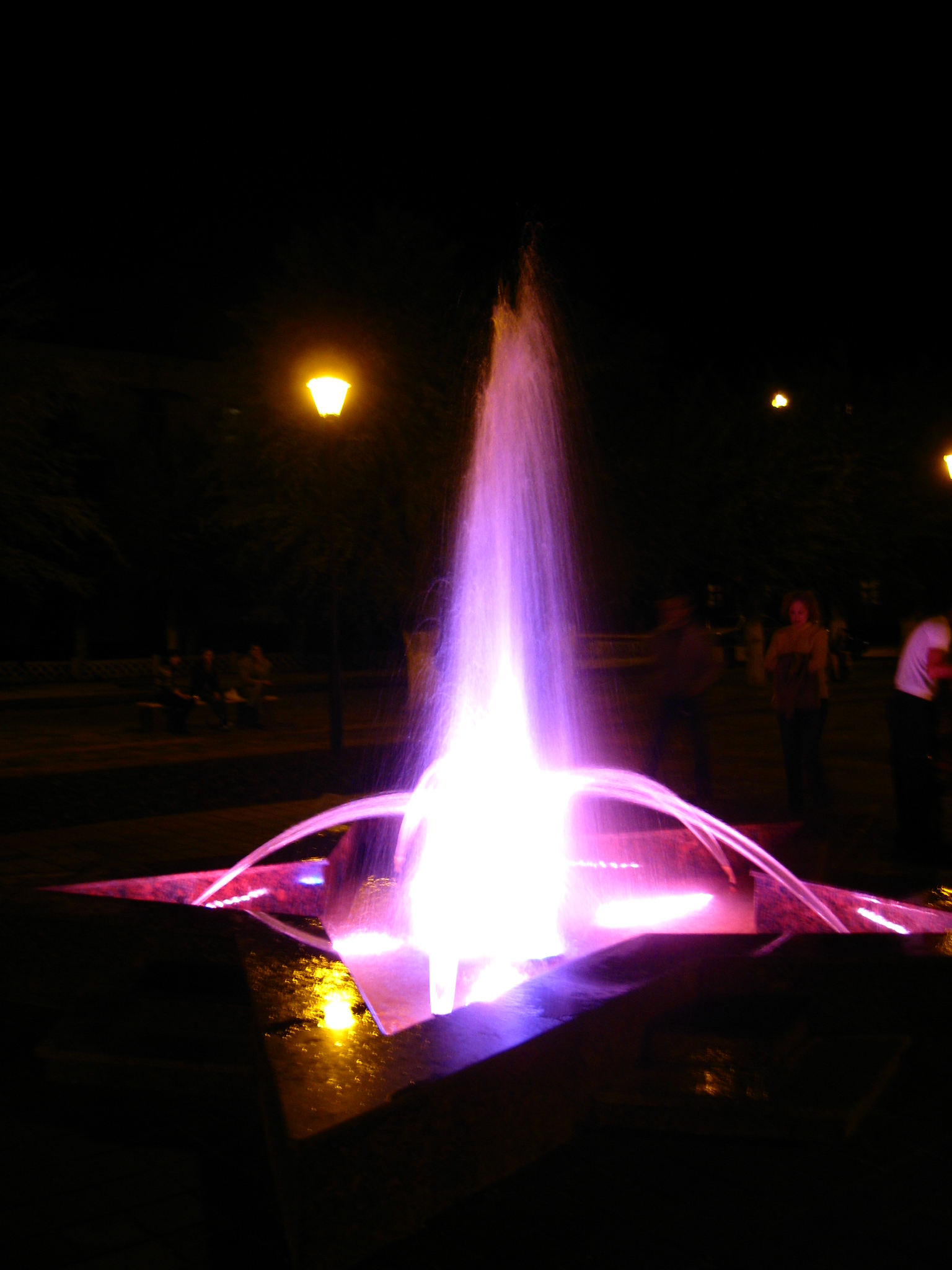
Font "Estel de la Victòria".
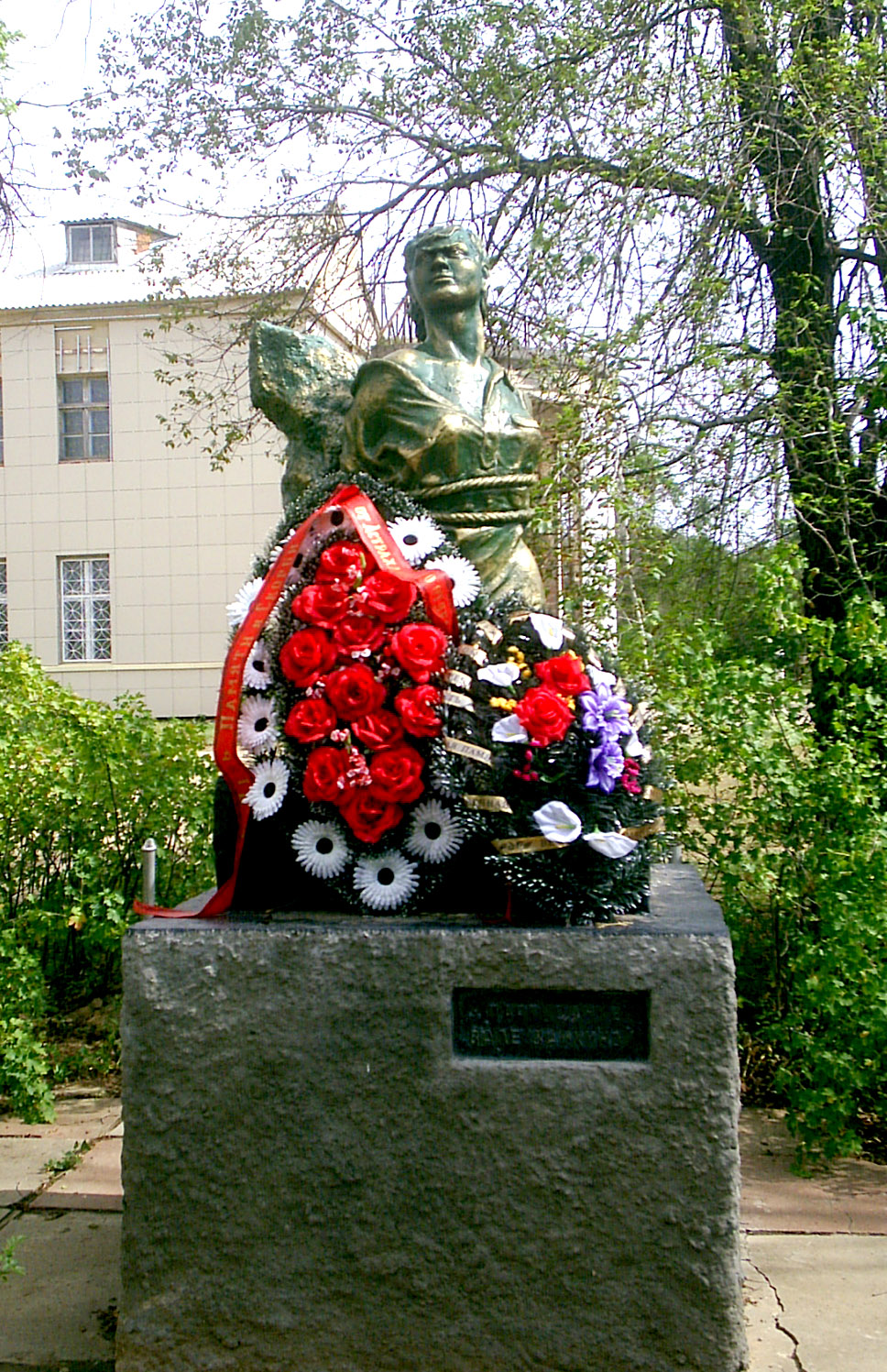
Monument a Valentina Zanikina, dona soldat feta presonera i torturada pels feixistes.